# 横須賀市立岩戸小学校
横須賀市立岩戸小学校（よこすかしりつ いわとしょうがっこう）とは、神奈川県横須賀市岩戸にある、市立小学校。

## 沿革
- 1974年（昭和49年）
  - 4月1日 - 開校。
  - 6月21日 - 開校式が行われる。この日を創立記念日とした。
- 1980年（昭和55年） - 衣笠小学校、森崎小学校、明浜小学校と共に大矢部小学校が分離。
- 2005年（平成17年） - 2学期制になる。

## 通学区域
2022年度は岩戸である。

## 進学先中学校
本校の通学区域がそれとなっているのは岩戸中学校である。
また、公立学校選択制により以下の学校に通うことができる。
- 久里浜中学校
- 神明中学校
- 野比中学校
- 北下浦中学校
- 長沢中学校
- 大矢部中学校
- 武山中学校

## 交通
- 京浜急行バス岩戸町内会館バス停より徒歩数分